# 이진환 (1939년)
이진환(1939년 11월 23일~)은 대한민국의 정치인이다. 제39대 경상북도 고령군수(민선 1기)를 지냈다.

## 역대 선거 결과
|  | 50.58% |

|  | 40.77% |

| 마지막 관선 고령군수 강채규 | 제39대 경상북도 고령군수 1995년 7월 1일~1998년 6월 30일 | 후임 이태근 |